# Jewdokija Andrejewna Nikulina

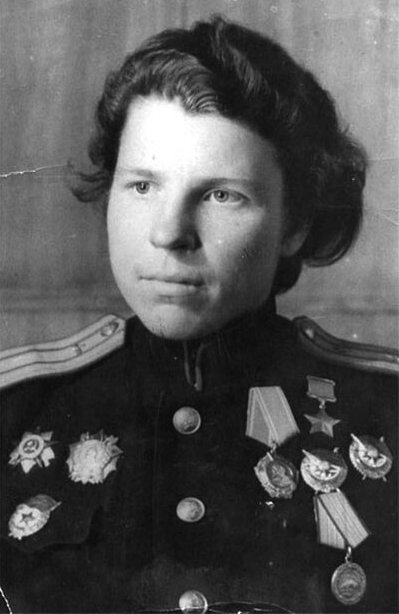
Jewdokija Andrejewna Nikulina (1945)

Jewdokija Andrejewna Nikulina (genannt Dina Nikulina; russisch Евдокия Андреевна Никулина; * 8. Novemberjul. / 21. November 1917greg. in Parfjonowo, Oblast Kaluga; † 23. März 1993 in Rostow am Don) war eine sowjetische Berufspilotin und Parteifunktionärin.
Dina Nikulina war Berufspilotin in Smolensk, als sie sich während des Zweiten Weltkriegs zum Militärdienst meldete. Sie wurde Staffelkapitän bei den nur aus Frauen bestehenden Nachthexen, welche nachts mit einfachen Doppeldeckern Polikarpow Po-2 Kampfeinsätze flogen.
Nikulina flog 774 Einsätze und wurde als Held der Sowjetunion ausgezeichnet. Sie kehrte als Major aus dem Militärdienst zurück und wurde Parteifunktionärin in Rostow am Don.